# Лана Кондор
Лана Тереза Кондор е американска актриса. Дебюта в актьорската ѝ кариера с ролята на Юбилей в супергеройският филм X-Мен: Апокалипсис през 2016 г. Печели международно признание с ролята на Лара Джийн Кови във филмовата поредица „До всички момчета който съм обичала преди“. Също така играе ролята на Койоми във филма „Алита: Боен ангел“ (2019).

## Биография
Родена на 11 май 1997 г. във Виетнам, първите си месеци прекарва в сиропиталище в града Кан Тхо. По късно е осиновена от американци и прейменувана на Лана Кондор.
Кондор тренира балет като дете. Ходи на уроци по актьорско майсторство в Нюйоркската филмова академия и Лятната консерватория за актьори в Йейл а през 2014 г. става театрален стипендиант в Калифорнийското лятно училище за изкуства. Като първокурсник в гимназията Кондор получава образование в Професионалното училище за сценични изкуства в Ню Йорк. През 2015 г. тя завършва Академия Нотр Дам в Лос Анджелис.

## Кариера
Кондор прави актьорския си дебют с ролята на Юбилей в супергеройският филм „X-Мен: Апокалипсис“. Същата година се появява и в драматичния филм „Денят на патриота“.
През 2017 г. Кондор участва в романтичния трилър Гимназиална тръпка заедно с Джеймс Франко и Джулия Джоунс.През следващата година тя печели световна слава, като изиграва Лара Джийн Кови в романтичния драматичен филм на Нетфликс „До всички момчета, които съм обичал преди“. За ролята тя е номинирана за награда „Teen Choice“.
Тя се появява и като Койоми в научнофантастичния филм на Робърт Родригес „Алита: Боен ангел“ (2019), продуциран от Джеймс Камерън и базиран на графичния роман от Юкито Киширо.
През 2020 г. Кондор повтори ролята си на Лара Джийн Кови във „До всички момчета: PS Все още те обичам“. Очаква се тя отново да играе ролята на Лара Джийн Кови в „До всички момчета: Винаги и завинаги“, Лара Джин, третата част от поредицата.

## Личен живот
Кондор излиза с певеца и актьор Антъни Де Ла Торе от 2015 г.
|  | Тази страница частично или изцяло представлява превод на страницата Lana Condor в Уикипедия на английски. Оригиналният текст, както и този превод, са защитени от Лиценза „Криейтив Комънс – Признание – Споделяне на споделеното“, а за съдържание, създадено преди юни 2009 година – от Лиценза за свободна документация на ГНУ. Прегледайте историята на редакциите на оригиналната страница, както и на преводната страница, за да видите списъка на съавторите. ВАЖНО: Този шаблон се отнася единствено до авторските права върху съдържанието на статията. Добавянето му не отменя изискването да се посочват конкретни източници на твърденията, които да бъдат благонадеждни. |